# Mahsa Javar
Mahsa Javar  (perzijsko مهسا جاور), iranska veslačica, * 12. junij 1994.
Aprila 2016 se je uvrstila Olimpijske igre po tem, ko je na kvalifikacijski tekmi zaostala samo za južnokorejsko veslačico Huang Yi-ting. Bila je ena od devetih športnic Irana na teh olimpijskih igrah
V Riu je veslala v enojcu.